# Пиллово
Пи́ллово (фин. Pihlaala) — деревня в Котельском сельском поселении Кингисеппского района Ленинградской области.

## История
Впервые упоминается в Писцовой книге Водской пятины 1500 года как село Пилола в Никольском Толдожском погосте в Чюди Ямского уезда.
Затем как деревня Pilola by в Толдожском погосте в шведских «Писцовых книгах Ижорской земли» 1618—1623 годов.
На карте Ингерманландии А. И. Бергенгейма, составленной по шведским материалам 1676 года, она обозначена как деревня Pillolaby.
На шведской «Генеральной карте провинции Ингерманландии» 1704 года — как Pillola by.
Как деревня Пилола она обозначена на «Географическом чертеже Ижорской земли» Адриана Шонбека 1705 года.
Деревня Пилола упомянута на карте Ингерманландии А. Ростовцева 1727 года.
На карте Санкт-Петербургской губернии Ф. Ф. Шуберта 1834 года обозначена деревня Пиллово, состоящая из 94 крестьянских дворов.

ПИЛЛОВО — деревня принадлежит наследникам покойного графа Сиверса, число жителей по ревизии: 246 м. п., 254 ж. п. (1838 год)

На этнографической карте Санкт-Петербургской губернии П. И. Кёппена 1849 года она обозначена как деревня «Pihlala», населённая водью. В пояснительном тексте к этнографической карте она записана как деревня Pihlala (Пиллово) и указано количество её жителей на 1848 год: савакотов — 3 м. п., 5 ж. п., всего 8 человек, води — 214 м. п., 228 ж. п., всего 442 человека.
Деревня Пиллово из 94 дворов отмечена на карте профессора С. С. Куторги 1852 года.

ПИЛЛОВО — деревня графа Сиверса, 10 вёрст по почтовой дороге, а остальное по просёлкам, число дворов — 70, число душ — 203 м. п. (1856 год)

ПИЛЛОВО — деревня, число жителей по X-ой ревизии 1857 года: 204 м. п., 231 ж. п., всего 435 чел.

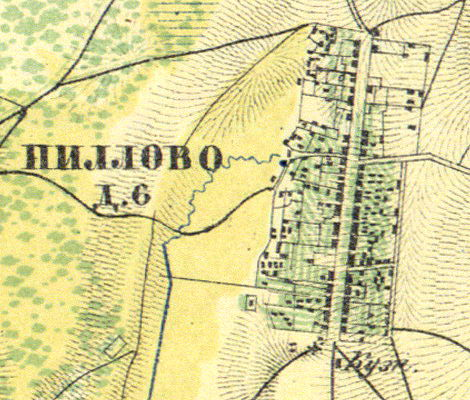
План деревни Пиллово. 1860 год

Согласно «Топографической карте частей Санкт-Петербургской и Выборгской губерний» в 1860 году деревня Пиллово насчитывала 6 дворов. В деревне была кузница.

ПИЛЛОВО — деревня владельческая при колодце, число дворов — 75, число жителей: 220 м. п., 219 ж. п.; Часовня. (1862 год)

В 1869—1873 годах временнообязанные крестьяне деревни выкупили свои земельные наделы у графа Н. Е. Сиверса и стали собственниками земли.

ПИЛЛОВО — деревня, по земской переписи 1882 года: семей — 99, в них 224 м. п., 225 ж. п., всего 449 чел.

Сборник Центрального статистического комитета описывал деревню так:

ПИЛЛОВА — деревня бывшая владельческая, дворов — 90, жителей — 362. Часовня, лавка. (1885 год)

По земской переписи 1899 года:

ПИЛЛОВО — деревня, число хозяйств — 85, число жителей: 211 м. п., 230 ж. п., всего 441 чел.;
 разряд крестьян: бывшие владельческие; народность: русская — 81 чел., финская — 335 чел., эстонская — 6 чел., смешанная — 19 чел.

В конце XIX — начале XX века деревня административно относилась к Котельской волости 2-го стана Ямбургского уезда Санкт-Петербургской губернии. Население деревни было смешанным — водско-русским.
Ежегодно 29 октября в деревне Пиллово отмечали день святой Анастасии. Особо почитался в деревне священный ручей, где согласно преданию была найдена икона, а затем на этом месте была поставлена часовня.
С 1917 по 1927 год деревня Пиллово входила в состав Котельской волости Кингисеппского уезда.
Согласно данным переписи населения СССР 1926 года в деревне Пиллово Пилловского сельсовета проживали 414 человек, большинство русские, а также эстонцы, финны и поляки.
С 1927 года в составе Котельского района.
С 1928 года в составе Руддиловского сельсовета.
С 1931 года в составе Кингисеппского района.
По данным 1933 года деревня Пиллово входила в состав Руддиловского сельсовета Кингисеппского района.

План деревни Пиллово. 1938 год

Согласно топографической карте 1938 года деревня насчитывала 92 двора. В центре деревни находилась школа, к югу от деревни — полустанция Кихтолка.
В 1939 году население деревни Пиллово составляло 442 человека.
C 1 августа 1941 года по 31 января 1944 года деревня находилась в оккупации.
С 1954 года в составе Пилловского сельсовета.
В 1958 году население деревни Пиллово составляло 292 человека.
По данным 1966, 1973 и 1990 годов деревня Пиллово находилась в составе Котельского сельсовета Кингисеппского района.
В 1997 году в деревне Пиллово проживали 85 человек, в 2002 году — 60 человек (русские — 91 %), в 2007 году — 55.

## География
Деревня расположена в восточной части района на автодороге 41К-008 (Петродворец — Криково).
Расстояние до административного центра поселения — 5 км.
Расстояние до ближайшей железнодорожной платформы Кихтолка — 1 км.
Деревня находится в междуречье Кихтолки и её правого притока Втырки.

## Демография
| 1862 | 2007 | 2010 | 2017 |
| ---- | ---- | ---- | ---- |
| 439  | ↘55  | ↘46  | ↗62  |

### Национальный состав
Согласно данным Всероссийской переписи населения 2021 года в деревне проживали 62 человека, из них:
 русские — 56, таджики — 4, украинцы — 1 человек, один человек национальность не указал.

## Достопримечательности
- Родник, святой источник Почаевской иконы Пресвятой Богородицы[35].
- Следовик — камень «со следом Божией Матери»[36]

## Археология
В 2 км к югу от деревни на оконечности одного из юго-западных отрогов Ижорского плато, образованного долинами речек Кихтолки и Втырки (притоков реки Солки, впадающей в Лугу) и обращенного к обширной Лужско-Нарвской низменности, находится мысовое городище Втырка (Пиллово-2) последней четверти 1-го тысячелетия. Местные названия урочища — «Втырка», «Гора Колпак».  Помимо разнообразной лепной раннесредневековой керамики здесь встречены единичные фрагменты древнерусских круговых сосудов, а также мелкие фрагменты с сетчатой и штрихованной поверхностью. Найдены бронзовые спиральные пронизки, длинная цилиндрическая пронизка-трубочка из тонкого бронзового листа, бронзовая коническая колоколовидная привеска, миниатюрное колечко из тонкой бронзовой проволоки, железная булавка с овальным плоским навершием со сквозным отверстием, покрытый тёмно-красной окалиной небольшой железный нож, небольшая железная заклёпка, поковки и обломки неопределенных предметов из железа, осколки каменных оселков, кованый железный гвоздь, половинка почти кубической с мягкими гранями бусины из прозрачного голубого стекла, маленький осколок стеклянной бусины с накладным полихромным декором, фрагмент железной цепи из восьмёрковидных звеньев, согнутая бронзовая пластинка с отверстием, внутри которой лежал осколок кальцинированной кости, семь железных наконечников стрел. Керамический комплекс Пилловского городища находит свои наиболее полные аналогии на эстонских городищах эпохи викингов, в особенности на территории Северной Эстонии (Иру, Пада 2). Немногочисленные находки древнерусской керамики на городище, связаны с хозяйственной активностью обитателей поселения Пиллово-3, а само городище к XII веку уже не было заселено.